# یاکوولف یاک-۱۸تی
یاکوولف یاک-۱۸تی (به انگلیسی: Yakovlev_Yak-18T) یک هواگرد ملخ‌پیشین تک‌موتوره از نوع آموزشی ساخت شرکت یاکوولف است. هواگرد یاک-۱۸تی نخستین پروازش را در ۱۹۶۷ میلادی انجام داد. این هواگرد در سال ۱۹۶۷ میلادی رسماً معرفی گردید. در مجموع، تعداد ۷۵۰+ فروند از این هواگرد ساخته شده‌است.
طراح این هواگرد، یاکوولف بود.